# 島津健之助

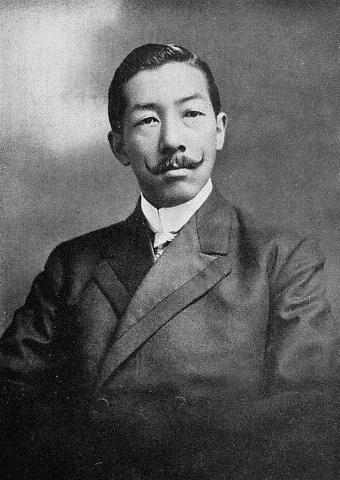
島津健之助

島津 健之助（しまづ けんのすけ、1883年（明治16年）1月5日 - 1937年（昭和12年）8月24日）は、明治末から昭和前期の実業家、政治家、華族。貴族院議員、男爵、従四位。

## 経歴
伯爵・島津忠亮の二男に生まれ、明治42年（1909年）12月20日、分家して祖父・佐土原藩主島津忠寛の勲功により男爵を叙爵する。その後、慶應義塾大学部理財科を修了。
1910年（明治43年）国光生命保険相互会社監査役となり、のち同社取締役社長を務めた。
1918年（大正7年）7月10日に貴族院男爵議員に選出され、1925年（大正14年）6月24日まで在任した。

## 親族
- 妻 島津辰子（ときこ、池田源三女）[1]